# Кассіо Рамос
Кассіо Рамос (порт. Cássio Ramos, нар. 6 червня 1987, Веранполіс) — бразильський футболіст, воротар клубу «Корінтіанс» та національної збірної Бразилії.

## Клубна кар'єра
Народився 6 червня 1987 року в місті Веранполіс. Вихованець футбольної школи клубу «Греміо». Дорослу футбольну кар'єру розпочав 2006 року в основній команді того ж клубу, в якій того року взяв участь в одному матчі чемпіонату.
2007 року перейшов до нідерландського ПСВ, проте в команді з Ейндговена був дублером співвітчизника Еурелью Гомеса у сезоні 2007/08, вигравши того року з командою чемпіонат і Суперкубок Нідерландів, а потім шведа Андреаса Ісакссона, тому на поле майже не виходив і 2009 року здавався в оренду в інший клуб Ередивізі «Спарта» (Роттердам). Сезон 2011/12 він розпочав у другій команді і 28 вересня 2011 року його контракт було припинено за взаємною згодою.
Наприкінці 2011 року, після припинення його контракту з нідерландським клубом, Кассіо повернувся на батьківщину, ставши гравцем «Корінтіанса». Того ж року став володарем Кубка Лібертадорес (перший трофей під егідою КОНМЕБОЛ в історії клубу). У першій частині цього турніру Касіо був дублером Жуліо Сезара, але зі стадії 1/4 фіналу Тіте втратив довіру до першого номера команди і до кінця турніру, включаючи два фінальних матчі, ворота «Корінтіанса» захищав Касіо. Він увійшов у символічну збірну турніру. 16 грудня 2012 року Кассіо допоміг «Корінтіансу» перемогти «Челсі» (1:0) у фінальному матчі клубного чемпіонату світу.
2013 року виграв з командою Рекопу Південної Америки, а в подальшому вигравав з командою кілька разів чемпіонат Бразилії та чемпіонат штату Сан-Паулу. Станом на 8 травня 2017 року відіграв за команду з Сан-Паулу 301 матч в національному чемпіонаті.

## Виступи за збірні
Протягом 2006—2007 років залучався до складу молодіжної збірної Бразилії. У складі збірної до 20 років у 2007 році брав участь у молодіжному чемпіонаті Південної Америки, де бразильці отримали перемогу, і в молодіжному чемпіонаті світу, дійшовши до 1/8 фіналу. Всього на молодіжному рівні зіграв у 13 офіційних матчах, пропустив 1 гол.
Перший виклик Кассіо до національної збірної Бразилії надійшов у 2007 році від тодішнього головного тренера Дунги на два товариські матчів проти Чилі та Гани. Йому було 19 років, і був викликаний через травму Елтона, а також тому, що Дунга назвав деяких гравців олімпійського віку, щоб підготуватися до літніх Олімпійських ігор 2008 року. У серпні 2012 року Кассіо був запрошений Мано Менезесом на два товариських поєдинки проти Південної Африки та Китаю, але знову на поле не вийшов.
У 2015 році Дунга вкотре викликав Кассіо на два матчі кваліфікації до чемпіонату світу 2018 року, а в другій половині 2017 року він знову тричі був запрошений Тіте на чотири послідовні ігри в кваліфікації до чемпіонату світу 2018 року та дві товариські гри. Лише 10 листопада 2017 року у віці 30 років Кассіо дебютував за національну збірну, вийшовши на заміну Аліссону на другу половину товариської гри проти Японії .
У травні 2018 року він був включений в заявку збірної на чемпіонат світу 2018 року у Росії.

## Титули і досягнення
- Чемпіон Нідерландів (1):

ПСВ: 2007–08

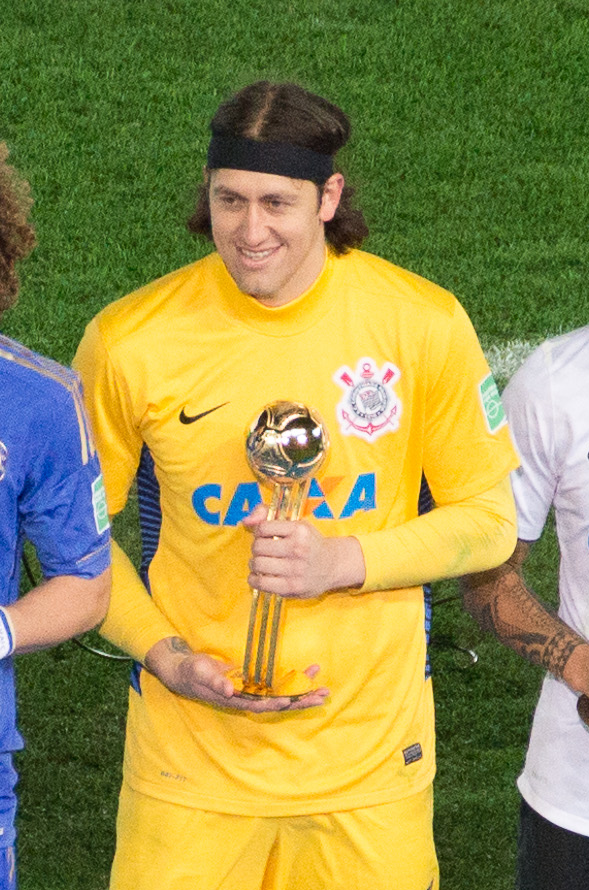
Кассіо Рамос з «золотим м'ячем» клубного чемпіонату світу.

- Володар Суперкубка Нідерландів (1):

ПСВ: 2008
- Чемпіон Бразилії (2):

«Корінтіанс»: 2015, 2017
- Переможець Ліги Пауліста (3):

«Корінтіанс»: 2013, 2017, 2018
- Володар Кубка Лібертадорес (1):

«Корінтіанс»: 2012
- Клубний чемпіон світу (1):

«Корінтіанс»: 2012
- Переможець Рекопи Південної Америки (1):

«Корінтіанс»: 2013
Збірні
- Чемпіон Південної Америки (U-20): 2007
- Переможець Кубка Америки: 2019

### Індивідуальні
- Найкращий гравець Клубного чемпіонату світу: 2012
- У символічній збірній чемпіонату Бразилії: 2015[11]